# Nico Löffler
Nico Löffler (* 5. Juli 1997 in Wien) ist ein österreichischer Fußballspieler.

## Karriere
Löffler begann seine Karriere in der Jugend des FK Austria Wien. 2011 wechselte er zu FC Admira Wacker Mödling, für deren zweiten Mannschaft er in der Saison 2013/14 in der Regionalliga Ost debütierte. Sein Bundesligadebüt gab er am 17. Spieltag 2014/15 gegen den SK Sturm Graz.
Zur Saison 2017/18 wechselte Löffler nach Deutschland zum Regionalligisten VfB Lübeck, bei dem er einen bis Juni 2019 gültigen Vertrag erhielt. In seiner ersten Saison kam er unter seinem Landsmann Rolf Martin Landerl zu 21 Regionalligaeinsätzen, in denen er 6 Tore erzielte. In der Saison 2018/19 kam Löffler nur noch selten zum Einsatz und absolvierte 10 Regionalligaspiele (kein Tor), von denen er einmal in der Startelf stand. Zum Saisonende verließ Löffler den Verein mit seinem Vertragsende.
Zur Saison 2019/20 kehrte Löffler nach Österreich zurück und schloss sich dem drittklassigen SV Stripfing an. Für Stripfing kam er in vier Jahren zu 65 Einsätzen in der Ostliga, in denen er zwölfmal traf. Mit Stripfing stieg er 2023 in die 2. Liga auf. Den Aufstieg machte er aber nicht mit, er wechselte stattdessen zur Saison 2023/24 zum Regionalligisten SC Wiener Viktoria.